# Lords of Magic
Lords of Magic é um jogo de estratégia baseado em turnos para computador nos sistemas Windows 95/Windows 98 projetado pela Sierra Entertainment. O jogo, que foi distribuído em CDs, inclui um modo single-player e um limitado multiplayer através de LAN e internet.

## Jogabilidade
Quando o jogador inicia um jogo novo, é possível selecionar um dos 24 lordes únicos para jogar, cada um deles devotados a um dos oito diferentes elementos. Os elementos são Morte, Ar, Terra, Água, Caos, Ordem, Vida e Fogo. A não ser que se escolha o Lorde da Morte (o qual não é disponível até que o jogador o derrote uma vez), o objetivo é derrotar o Lorde da Morte, Balkoth, matando ou capturando-o em uma batalha. Se o jogador selecionar o Lorde da Morte, terá um desafio maior tendo que derrotar todos os outros lordes da magia. Na versão demo do jogo é possível apenas jogar com o Lorde da Vida ou da Terra. Em adição a escolha dos elementos, o jogador pode também escolher a classe do personagem. As três classes são o guerreiro, o mago e o ladrão.
O jogo é estruturado como Heroes of Might and Magic II: cada exército é liderado por um campeão. A estrutura militar é composta de infantaria, artilharia, cavalaria e batedores que podem ser recrutados pelo jogador em suas cidade. O lorde precisa se mover de sua cidade até seus centros de treinamentos, os quais são quartel, torre dos magos e a guilda dos ladrões. Para se criar tropas mais poderosas e experientes, o jogador precisa levar os campeões aos seus respectivos locais de aprendizado.
O combate em tempo real é travado sobre um ponto de vista isométrico que é remanescente de ambos os jogos Diablo e Realms of Arkania. O jogador pode tanto entrar em combate o "auto-calcular" os resultados.
O guerreiro é especializado em combate corpo-a-corpo, mas não pode lançar magias ou atacar à distância. O guerreiro é o que tem mais pontos de vida entre as três classes. Os guerreiros são geralmente a classe mais fácil para se controlar e são a mais recomendável para jogadores novatos.
O mago é especializado na arte da magia. As magias lançadas pelo mago podem ter uma variedade de efeitos e são influenciadas pelo seu elemento e seu elemento oposto. Por exemplo, o necromante (o mago da morte) pode lançar reviver esqueletos e então usar o guerreiro morto-vivo em seu benefício. Por outro lado, a encantadora (maga da vida), tem a magia de repelir mortos-vivos que é especialmente feita para destruir guerreiros mortos-vivos como esqueletos, zumbis e sombras da morte. Os pontos de vida do mago e suas habilidades de ataque são limitadas, mas o mago ganha mais poder do que um guerreiro ganharia ao subir de nível.
O ladrão é o campeão da furtividade, combate à distância, e habilidades especiais. O ladrão é o melhor com armas à distância, como arcos ou facas de arremesso. A habilidade principal do ladrão é utilizar o modo furtivo. A segunda habilidade é subjugar outros heróis. Quando o ladrão usa essa habilidade, há uma boa chance de que o ladrão consiga derrubar o campeão e torná-lo seu prisioneiro. O prisioneiro pode ser então interrogado ou torturado por informação de acordo com seu captor. A terceira habilidade do ladrão é detectar habilidades de ladrões. Quando usando detectar ladrões, o campeão não pode se mover mas tem uma grande chance de detectar outro ladrão no modo furtivo.
A maioria das unidades em Lords of Magic: Special Edition tem a oportunidade de melhorar suas habilidades de luta através de experiência ganha em batalhas ou de conhecimento transmitido dos heróis. No final da batalha, o total de experiência ganha é dividido igualmente entre todos os sobreviventes da batalha, mesmo se algumas dessas unidades não sejam capazes de utilizar pontos de experiência.
O lorde de um reino tem a habilidade única de progredir até o nível 12. Um herói (guerreiro, mago ou ladrão) é limitado ao nível 10. Infantaria, cavalaria e artilharia (arqueiros) são limitados ao potencial máximo de nível 5 (exceto nos casos do cavaleiros da Ordem que podem ser abençoados no Altar Sagrado e atingir o nível 6). Criaturas mágicas, como um pégasus ou um dragão do trovão, não podem ganhar experiência, mas eles tomarão uma parte dos pontos de experiência do resto da equipe.
O principal objetivo do lorde é libertar o templo na região de sua fé, com isso as pessoas agradecidas constroem para o lorde um forte na sua cidade capital. O lorde pode ainda ganhar fortes e herdeiros adicionais libertando o templo da fé dos outros. Depois o objetivo é matar Balkoth, o lorde da Morte, e na versão atualizada do jogo a história continua após esse objetivo, com o lorde tendo que matar todos os outros e conquistar o mundo.

## Cenário e enredo

### Cenário
O jogo se situa na terra de Urak. As pessoas desse mundo cultuam um das oito religiões. Cada religião tem seu oposto no círculo da vida e as pessoas dessas religiões são amargos inimigos.

### Enredo e Personagens
Balkoth, o lorde da Morte, embarcou em uma campanha para destruir todas as outras fés em honra ao deus negro Golgoth. Os outros lordes disputam para expandir seus postos e defender a si próprios contra essa ameaça negra mas também de uma vez por todas destruir sua longa vida de vingança.
A edição especial também contem as Lendas de Urak. É um pacote com 5 buscas individuais que giram em torno de histórias não relatadas no enredo principal do jogo.

## Versão especial
As Lendas de Urak, contidas na edição especial do jogo, giram em torno de Fábulas e Histórias. Terra, Fogo e Morte tem cada um uma busca única enquanto a Ordem possuí duas. A busca da Terra é baseada no poema épico Beowulf, mas envolve muitas batalhas originais e aventuras de que o Beo toma parte. A busca do Fogo gira em torno de uma feiticeira do fogo chamada Crispin que procura e mata um colossal dragão de gelo para retornar o fluxo de lava para a capital do fogo. A aventura da Morte se foca na habilidade do necromante para levantar os mortos e utilizá-los em batalha com objetivo final de derrotar um lich e recuperar seu cajado e com ele seu poder. A primeira aventura da Ordem é baseada nas lendas de Merlin e o Rei Arthur e termina com a recuperação do Santo Graal e a morte de Mordred. A segunda busca da Ordem é apenas ativada apertando o centro do círculo da vida no menu de buscas e tem um lorde único chamado Sigfried que se transforma com o progresso do jogo. Ele salva a Valquíria Brunhilde e derrota Átila, o Huno.

## Trilha sonora
O jogo tem uma trilha musical new-age.

## Desenvolvimento
O jogo tinha intenção de combinar elementos de Heroes of Might and Magic II e Lords of the Realm II.

### Remakes
Uma versão especial foi lançada sobre o título de Lords of Magic: Special Edition.

## Recepção
O jogo foi recebido com análises variadas.